# Adventures of Sonic the Hedgehog
Adventures of Sonic the Hedgehog är en amerikansk animerad TV-serie som visades för första gången september 1993 i syndikering och lades ned i december samma år. Serien är baserad på TV-spelserien Sonic the Hedgehog och handlar om igelkotten med samma namn och hans kompis räven Tails som bekämpar mot ondskefulle Dr. Robotnik och hans robotar från att ta över planeten Mobius, men Sonic hittar alltid på ett sätt att stoppa Robotniks planer. I varje avsnitt avslutas serien med moralinslag. Det förekommer att Sonic och Tails gillar chilikorv.

## Adventures of Sonic the Hedgehog i Sverige
I Sverige visades TV-serien på Filmnets barnprogram KTV under 1990-talet.

## Svenska röster (i urval)
- Sonic - Hans Jonsson
- Tails - Staffan Hallerstam
- Dr. Robotnik - Johan Hedenberg
- Scratch - Carl Johan Rehbinder
- Grounder - Mattias Knave
- Coconuts - Mattias Knave
- Övriga röstskådespelare:
- Maria Weisby
- Nick Atkinson

## Engelska röster (original)
- Sonic - Jaleel White
- Tails - Christopher Evan Welch
- Dr. Robotnik - Long John Baldry
- Scratch - Phil Hayes
- Grounder - Gary Chalk
- Coconuts - Ian James Corlett

## Avsnitt
1. The Best Hedgehog
2. Tails' New Home
3. Birth of a Salesman
4. Submerged Sonic
5. Pseudo Sonic
6. Over the Hill Hero
7. Robo-Lympics
8. Lovesick Sonic
9. Subterranean Sonic
10. Grounder the Genius
11. High Stakes Sonic
12. Blank Headed Eagle
13. Trail of the Missing Tails
14. Big Daddy
15. The Robotnik Express
16. Slowwww Going
17. Mama Robotnik's Birthday
18. So Long Sucker!!!
19. Robotnik's Rival
20. The Super Special Sonic Search and Smash Squad!
21. Mama Robotnik Returns
22. Too Tall Tails
23. Boogey-Mania
24. The Magnificent Sonic
25. Zoobotnik
26. Tails in Charge
27. Musta Been a Beautiful Baby
28. Close Encounter of The Sonic Kind
29. Sonic Breakout
30. Mystery Of The Missing Hi-Tops
31. Robotnik Junior
32. The Coachnik
33. The Attack On Pinball Fortress
34. Sonic Gets Thrashed
35. Tails Prevails
36. The Magic Hassle
37. Blackbot the Pirate (1)
38. Hedgehog Of The Round Table (2)
39. Robotnik's Pyramid Scheme (3)
40. Prehistoric Sonic (4)
41. Super Robotnik
42. The Last Resort
43. Untouchable Sonic
44. Sonic The Matchmaker
45. Sonically Ever After
46. Mass Transit Trouble
47. Space Sonic
48. MacHopper
49. Baby Sitter Jitters
50. Full-Tilt Tails
51. Lifestyles of the Sick and Twisted
52. Road Hog
53. The Mobius 5000
54. Honey, I Shrunk the Hedgehog
55. Sonic's Song
56. Sno Problem
57. Sonic Is Running
58. Mad Mike, Da Bear Warrior
59. Robotnik Land
60. The Little Merhog
61. Robo-Ninjas
62. Fast and Easy
63. Tails' Tale
64. The Robot's Robot
65. Hero of the Year

### Fotnoter
1. ↑  ”Sonic the Hedgehog” (på engelska). Saturday Morning Sonic. http://www.saturdaymorningsonic.com/faq/why_satam/. Läst 13 januari 2017.
2. ↑  ”Filmnet Plus 1995-05-16”. Svensk mediedatabas hämtdatum=2024-09-08. https://smdb.kb.se/catalog/id/003329829.